# استارودوب
شهر استارودوب (به روسی: Стародуб) در کشور روسیه و در اوبلاست بریانسک واقع شده‌است.